# Rio Open 2019 - Doppio
David Marrero e Fernando Verdasco erano i detentori del titolo, ma Verdasco ha deciso di non prendere parte a questa edizione del torneo. Marrero ha deciso di partecipare al concomitante torneo di Marsiglia.
In finale Máximo González e Nicolás Jarry hanno sconfitto Thomaz Bellucci e Rogério Dutra da Silva con il punteggio di 6(3)–7, 6-3, [10-7].

## Teste di serie
1. Marcelo Melo /  Bruno Soares (quarti di finale)
2. Juan Sebastián Cabal /  Robert Farah (semifinale)

1. Nikola Mektić /  Horacio Zeballos (quarti di finale)
2. Pablo Cuevas /  Marc López (primo turno)

## Wild card
1. Thomaz Bellucci /  Rogério Dutra da Silva (finale)

1. Thiago Monteiro /  Fernando Romboli (primo turno)

## Qualificati
1. Cameron Norrie /  João Sousa (primo turno)

### Lucky loser
1. Mateus Alves /  Thiago Seyboth Wild (primo turno)

1. Nicholas Monroe /  Miguel Ángel Reyes Varela (primo turno)

## Tabellone

### Legenda
| - Q = Qualificato - WC = Wild card - LL = Lucky loser | - ALT = Alternate - SE = Special Exempt - PR = Protected Ranking | - w/o = Walkover - r = Ritirato - d = Squalificato |

|  | Primo turno            | Primo turno                 | Primo turno              | Primo turno | Primo turno |  |  | Quarti di finale      | Quarti di finale            | Quarti di finale     | Quarti di finale   | Quarti di finale   |   |     | Semifinale | Semifinale                  | Semifinale                  | Semifinale         | Semifinale |   |      | Finale | Finale | Finale | Finale | Finale |  |
|  |                        |                             |                          |             |             |  |  |                       |                             |                      |                    |                    |   |     |            |                             |                             |                    |            |   |      |        |        |        |        |        |  |
|  | 1                      | M Melo B Soares             | 7                        | 3           | [10]        |  |  |                       |                             |                      |                    |                    |   |     |            |                             |                             |                    |            |   |      |        |        |        |        |        |  |
|  | LL                     | M Alves T Seyboth Wild      | 67                       | 6           | [8]         |  |  | 1                     | M Melo B Soares             | 2                    | 7                  | [5]                |   |     |            |                             |                             |                    |            |   |      |        |        |        |        |        |  |
|  | WC                     | T Bellucci R Dutra da Silva | 2                        | 6           | [10]        |  |  | WC                    | T Bellucci R Dutra da Silva | 6                    | 6                  | [10]               |   |     |            |                             |                             |                    |            |   |      |        |        |        |        |        |  |
|  | Q                      | C Norrie J Sousa            | 6                        | 3           | [4]         |  |  |                       |                             |                      |                    |                    |   |     | WC         | T Bellucci R Dutra da Silva | T Bellucci R Dutra da Silva | 6                  | 7          |   |      |        |        |        |        |        |  |
|  | 4                      | P Cuevas M López            | P Cuevas M López         | 0           | 6           |  |  |                       |                             |                      | R Jebavý A Molteni | R Jebavý A Molteni | 4 | 63  |            |                             |                             |                    |            |   |      |        |        |        |        |        |  |
|  |                        | M Demoliner F Nielsen       | M Demoliner F Nielsen    | 6           | 7           |  |  | M Demoliner F Nielsen | M Demoliner F Nielsen       | 6                    | 4                  | [3]                |   |     |            |                             |                             |                    |            |   |      |        |        |        |        |        |  |
|  | M Jaziri L Mayer       | M Jaziri L Mayer            | 6                        | 2           | [6]         |  |  | R Jebavý A Molteni    | R Jebavý A Molteni          | 3                    | 6                  | [10]               |   |     |            |                             |                             |                    |            |   |      |        |        |        |        |        |  |
|  | R Jebavý A Molteni     | R Jebavý A Molteni          | 2                        | 6           | [10]        |  |  |                       |                             |                      |                    |                    |   |     | WC         | T Bellucci R Dutra da Silva | 7                           | 3                  | [7]        |   |      |        |        |        |        |        |  |
|  | M Cecchinato D Lajović | M Cecchinato D Lajović      | M Cecchinato D Lajović   | 4           | 1           |  |  |                       |                             |                      |                    |                    |   |     |            |                             |                             | M González N Jarry | 63         | 6 | [10] |        |        |        |        |        |  |
|  | M González N Jarry     | M González N Jarry          | M González N Jarry       | 6           | 6           |  |  |                       | M González N Jarry          | 4                    | 7                  | [12]               |   |     |            |                             |                             |                    |            |   |      |        |        |        |        |        |  |
|  |                        | A Krajicek A Sitak          | A Krajicek A Sitak       | 6(1)        | 1           |  |  | 3                     | N Mektić H Zeballos         | 6                    | 65                 | [10]               |   |     |            |                             |                             |                    |            |   |      |        |        |        |        |        |  |
|  | 3                      | N Mektić H Zeballos         | N Mektić H Zeballos      | 7           | 6           |  |  |                       |                             |                      |                    |                    |   |     |            | M González N Jarry          | 3                           | 7                  | [10]       |   |      |        |        |        |        |        |  |
|  | WC                     | T Monteiro F Romboli        | 6                        | 3           | [11]        |  |  |                       |                             | 2                    | JS Cabal R Farah   | 6                  | 5 | [7] |            |                             |                             |                    |            |   |      |        |        |        |        |        |  |
|  |                        | L Bambridge J O'Mara        | 2                        | 6           | [13]        |  |  |                       | L Bambridge J O'Mara        | L Bambridge J O'Mara | 2                  | 3                  |   |     |            |                             |                             |                    |            |   |      |        |        |        |        |        |  |
|  | LL                     | N Monroe MA Reyes Varela    | N Monroe MA Reyes Varela | 4           | 1           |  |  | 2                     | JS Cabal R Farah            | JS Cabal R Farah     | 6                  | 6                  |   |     |            |                             |                             |                    |            |   |      |        |        |        |        |        |  |
|  | 2                      | JS Cabal R Farah            | JS Cabal R Farah         | 6           | 6           |  |  |                       |                             |                      |                    |                    |   |     |            |                             |                             |                    |            |   |      |        |        |        |        |        |  |

## Qualificazione

### Teste di serie
1. Nicholas Monroe /  Miguel Ángel Reyes Varela (primo turno, lucky loser)

1. Cameron Norrie /  João Sousa (qualificati)

### Qualificati
1. Cameron Norrie /  João Sousa

#### Lucky loser
1. Mateus Alves /  Thiago Seyboth Wild

1. Nicholas Monroe /  Miguel Ángel Reyes Varela

### Tabellone qualificazioni
|  | Primo turno | Primo turno                               | Primo turno                               | Primo turno | Primo turno |  |  | Ultimo turno | Ultimo turno                     | Ultimo turno | Ultimo turno | Ultimo turno |  |
|  |             |                                           |                                           |             |             |  |  |              |                                  |              |              |              |  |
|  | 1           | Nicholas Monroe Miguel Ángel Reyes Varela | Nicholas Monroe Miguel Ángel Reyes Varela | 3           | 5           |  |  |              |                                  |              |              |              |  |
|  | WC          | Mateus Alves Thiago Seyboth Wild          | Mateus Alves Thiago Seyboth Wild          | 6           | 7           |  |  | WC           | Mateus Alves Thiago Seyboth Wild | 4            | 7            | [4]          |  |
|  |             | Guido Andreozzi Guillermo Durán           | Guido Andreozzi Guillermo Durán           | 2           | 4           |  |  | 2            | Cameron Norrie João Sousa        | 6            | 68           | [10]         |  |
|  | 2           | Cameron Norrie João Sousa                 | Cameron Norrie João Sousa                 | 6           | 6           |  |  |              |                                  |              |              |              |  |